# Cyanure de potassium
Pour les articles homonymes, voir KCN.
Le cyanure de potassium  ou  KCN est le sel de potassium du cyanure d'hydrogène ou acide cyanhydrique. C'est un composé cristallin incolore semblable au sucre et très soluble dans l'eau. Très toxique, le KCN a une odeur d'amande. C'est une des seules substances qui forme des composés solubles de l’or dans l'eau et ainsi est utilisée en bijouterie pour exécuter des dorures. Il est aussi utilisé  pour extraire l’or du minerai, bien que ce soit le cyanure de sodium qui soit utilisé en général. Le produit a été aussi utilisé comme mort aux rats jusqu'aux années 1970.

## Toxicité
De tous les produits connus, les sels de cyanure sont ceux qui agissent le plus rapidement sur l'organisme humain. Ils provoquent une diminution du métabolisme d'oxydation et de l'utilisation d'oxygène. Une acidose lactique apparaît comme conséquence du métabolisme anaérobique.
L'effet du cyanure de potassium est semblable à celui du sel de sodium. Après une consommation de 100  à   200 mg de cyanure de potassium, il y a perte de conscience en une minute et parfois en 10 secondes selon la résistance du corps et la quantité d'aliments présents dans l'estomac. Après une période de 45 min, la personne entre en coma et peut mourir en deux heures s'il n'y a pas d'intervention médicale. Durant cette période, il peut y avoir des convulsions. En général, la mort intervient par arrêt du cœur.
Après la Seconde Guerre mondiale, plusieurs dignitaires nazis dont Hermann Göring et Heinrich Himmler se sont suicidés en utilisant du cyanure de potassium. La substance a aussi été utilisée en 1978 pour le suicide en masse de 914 personnes du Temple du Peuple à Jonestown au Guyana. Le 29 novembre 2017, Slobodan Praljak se suicide en avalant une fiole de cyanure de potassium à l'énoncé du verdict le condamnant à 20 ans de prison par le Tribunal pénal international pour l'ex-Yougoslavie pour crimes de guerre.

## Empoisonnement
Après ingestion du poison, il n'est pas anormal de trouver du sang recraché. Les ongles et les lèvres virent au rose-violet, en raison du blocage de la circulation sanguine et de la diminution de l'oxygène sanguin. Une odeur d'amande dans la bouche de l'individu donne une preuve supplémentaire de l'origine de l'empoisonnement.

## Dans la fiction

### Littérature
- Agatha Christie a utilisé le cyanure de potassium dans quatre de ses histoires[6]:
  - Le Géranium bleu (The Blue Geranium (1929), nouvelle policière d’Agatha Christie mettant en scène Miss Marple, la victime est empoisonnée au cyanure de potassium ;
  - dans les Dix Petits Nègres (1939), roman policier du même auteur que précédemment, la substance sert d’arme du crime pour les premier et cinquième meurtres ;
  - dans Meurtre au champagne (1945) la victime est tuée par du cyanure de potassium versé dans une coupe de champagne ;
  - dans Une poignée de seigle (1953) un comprimé de cyanure de potassium est versé dans le thé de la victime.

### Cinéma
- Dans Battle Royale (2000), film d’anticipation japonais, l’étudiante Yūko Sakaki provoque malgré elle l’entretuerie de son groupe d’amies en empoisonnant par erreur l’une d’entre elles (Yuka Nakagawa) avec du cyanure de potassium originellement destiné à leur camarade protagoniste, Shūya Nanahara ;
- dans Ash (2025), film de science-fiction étasunien, la protagoniste ingère du cyanure de potassium pour se débarrasser d'un parasite extra-terrestre.